# (61404) Očenášek
(61404) Očenášek – planetoida z pasa głównego asteroid okrążająca Słońce w ciągu 4 lat i 177 dni w średniej odległości 2,72 j.a. Została odkryta 26 sierpnia 2000 roku w obserwatorium astronomicznym w Ondřejovie przez Petra Pravca i Petera Kušniráka. Nazwa planetoidy pochodzi od Ludvíka Očenáška (1872–1949), konstruktora silników samolotowych. Przed jej nadaniem planetoida nosiła oznaczenie tymczasowe (61404) 2000 QM9.